# Pinochia floribunda
Pinochia floribunda là một loài thực vật có hoa trong họ La bố ma. Loài này được (Sw.) M.E.Endress & B.F.Hansen mô tả khoa học đầu tiên năm 2007.